# Drosophila paucitarsus
Drosophila paucitarsus este o specie de muște din genul Drosophila, familia Drosophilidae, descrisă de Hardy și Kaneshiro în anul 1979. Conform Catalogue of Life specia Drosophila paucitarsus nu are subspecii cunoscute.